# Brachymeles elerae
Espèce
Statut de conservation UICN

 DD  : Données insuffisantes
Brachymeles elerae est une espèce de sauriens de la famille des Scincidae.

## Répartition
Cette espèce est endémique des Philippines.

## Publication originale
- Taylor, 1917 : Brachymeles, a genus of Philippine lizards. Philippine journal of science, vol. 12, p. 267-279 (texte intégral).